# Коффи, Мешак
Мешак Коффи (фр. Mechac Koffi; 24 сентября 1988, Буна, Кот-д’Ивуар) — ивуарийский футболист, нападающий индийского клуба «Черчилль Бразерс».

## Клубная карьера
Мешак начал свою профессиональную карьеру в 2009 году в марокканском «Олимпике» из города Хурибга (высший футбольный дивизион Марокко). Всего, он забил 14 мячей в 28 матчах за марокканскую команду. 1 июля 2011 года игрок переехал в Алжир и подписал годичный контракт с «Хрубом» из первой профессиональной лиги Алжира. В своём единственном сезоне в команде, Мешак забил 13 голов в 20 матчах. 6 августа 2012 года он снова подписал годичный контракт с другим алжирским клубом «ЕС Сетиф», выступающем в той же лиге. Следующим клубом Коффи стал «Араба», с которым 17 июня 2013 года он подписал шестимесячный контракт.

## Личная жизнь
У Мешака три брата и одна младшая сестра. Однако, она скончалась в 2012 году. Его старший брат, Яо Симон Коффи играет за «Монс Клаудиус», играющем в третьем дивизионе Словении.